# 松本晃彦
松本 晃彦（まつもと あきひこ、Akihiko Matsumoto、1963年2月14日 - ）は、日本の作曲家、編曲家、音楽プロデューサー。
東京都世田谷区出身。主に映画やドラマの劇中音楽制作を手掛け、楽曲提供のみならず、コンサートツアーのステージサポートメンバーとしても参加している。
元妻は幼馴染でもあったタレントの麻木久仁子（結婚12年目の2006年3月31日に離婚）。戦後を代表するサックス奏者の松本英彦は伯父、実姉は作曲家、オーケストレーターのKae M Blackである。
第22回、第27回日本アカデミー賞映画音楽部門優秀賞を2度受賞している。

## 概要
アーティストのプロデュースとして、吉川晃司の『終わらないSun Set』がオリコンチャート1位を獲得したのをきっかけに、サザンオールスターズ、CHAGE and ASKA、織田裕二、中森明菜、ラッツ&スター、THE YELLOW MONKEY、福山雅治など、多数のアーティストに1,500曲以上の楽曲を提供。
映像作曲家として、『踊る大捜査線』シリーズ、『リターナー』、『GOEMON』、『非婚家族』、『愛の流刑地』などの映画やドラマの音楽を担当。細田守監督作品のアニメーション映画『サマーウォーズ』では、アカデミー賞を始めとする多くの国際映画祭で絶賛され、国内のみならず世界中で評価を高めることになった。
最近では活動の場を海外へ広げており、2012年7月公開のブラジル映画『汚れた心』（モントリオール世界映画祭正式出品作品）では、ブラジルの奇才、ヴィセンテ・アモリン監督から指名を受け音楽を担当した。
日経エンタテインメント!2004年3月号で発表された興行収入から計上・推測された映画音楽家のヒットメーカーランキングで日本映画史上歴代4位にランキングされた。歴代1位は久石譲。

## 来歴・人物
- 1966年 - 父のもとで、サックス、フルートに親しむ。
- 1981年 - 日本大学芸術学部に在学する崎谷健次郎、茂野雅道が結成したバンド『VIZION（ビジョン）』に、有賀啓雄、石山仁、生乃久法、大竹徹夫とともに参加する。キーボード、シンセサイザーを担当する。
- 1982年 - 早稲田大学第一文学部在学中に、かの香織、元PINKの岡野ハジメ、渋谷ヒデヒロと『ショコラータ』を結成する。
- 1983年 - バンド『VIZION』がリバスターレコードからメジャー・デビューするにあたり、『ショコラータ』から活動辞退する。
- 1984年 - バンド『ショコラータ』は、原宿ピデカントロプスのハウスバンドとなり、カセットマガジン「TRA」からのインディーズ・マガジン・デビューに参加する。
- 1984年 - ロサンゼルスオリンピック新体操床運動音楽を担当。
- 1985年 - バンド『ショコラータ』がキングレコードからメジャー・デビューの前に脱退する。バンド脱退後は、EPO、大江千里、安部恭弘、郷ひろみ、松任谷由実らのステージサポート・キーボーディストを務める。
- 1986年 - 作曲家として活動を開始する。
- 1987年 - 吉川晃司の楽曲をプロデュース。以降、音楽プロデューサー・編曲家活動を始める。大学を中退する。
- 1997年 - 織田裕二主演の刑事ドラマ『踊る大捜査線』の音楽を担当。
- 1999年 - 『踊る大捜査線 THE MOVIE』の楽曲が第22回日本アカデミー賞優秀音楽賞を受賞。
- 2003年 - 渋谷WOMBでDJとオーガナイザーをしていたDJ Yoshiと共に、A.Matsumoto & DJ Yoshi のユニット活動を開始する。同年、WOMBレーベルより「Taiko」リリース。
- 2004年 - 前年リリースの「Taiko」がイギリスのLost Languageの目に留まり、傘下のPrecinct Recordingsより「Dreamer」をリリース。ロンドンのDJであるLuke ChableやMFAにRemixされた。また、同年のBest trance music of 2004の年間20位にランクイン[2]された。
- 2004年 -『踊る大捜査線 THE MOVIE 2 レインボーブリッジを封鎖せよ!』の楽曲が第27回日本アカデミー賞優秀音楽賞を受賞[3]。
- 2005年 - 『踊る大捜査線』のスピンオフ作品『交渉人 真下正義』、『容疑者 室井慎次』とドラマの『逃亡者 木島丈一郎』を担当。第43回放送批評懇談会ギャラクシー賞テレビ部門奨励賞作『京都もうひとつの歴史』の音楽を担当
- 2007年 - 全日本電子音楽教育研究会（EMIES）へ楽曲「The Horizon」を提供。3月1日にサントリーホールにて電子オルガン奏者の鳥居達子によって初演された。
- 2010年 - 『踊る大捜査線 THE MOVIE3 ヤツらを解放せよ!』でオリジナルテーマ曲担当として参加。音楽を担当した『サマーウォーズ』でアカデミー賞ノミネート最終15作品に選ばれた。サウンドトラック内の楽曲は韓国でのCMにも起用されるなどアジア各国で人気である。
- 2012年 - 映画『汚れた心』のサウンドトラックが、ブラジルのアカデミー賞に当たるGrande Prêmio do Cinema Brasileiro 2013にノミネートされた。日本フットボールリーグ（JFL）所属するソニー仙台FCの応援歌「藍き獅子たち」を作編曲。作詞はかの香織。
- 2015年 -『学校のカイダン』の音楽を担当。
- 2016年 -『怪盗 山猫』、『レンタル救世主』の音楽を担当。

## 踊る大捜査線シリーズとの関わり
1997年にフジテレビ系で放送された『踊る大捜査線』は、彼の名を一気に広めた作品となった。それまでの刑事ドラマ音楽の代表であったのは『太陽にほえろ!』や『西部警察』であったが、テーマ曲『RHYTHM AND POLICE』（JASRAC作品コード049-0585-7）は同作品の代表曲となった。また、テーマ曲以外の劇中音楽も広く知れ渡ることとなり、1997年から2003年にかけて発売されたアルバムは、総計100万枚を突破し日本のサウンドトラックとしては異例の売り上げを記録。10年以上たった今でも、テレビ番組などで耳にする機会が多い。
なお、メインテーマ曲RHYTHM AND POLICEはメキシコの作曲家ロレンソ・バルセラータ（Lorenzo Barcelata Castro）が作曲作詞した『エル・カスカベル』（El Cascabel；JASRAC作品コード0K3-4404-1）との類似が指摘されているが、すでに著作者であるロレンソ・バルセラータの死後50年が経過しているため、1994年の時点で、日本国内における『エル・カスカベル』の著作権は消滅している。
1998年、2003年には同ドラマの劇場版にも参加。どちらも日本アカデミー賞優秀音楽賞を受賞している。また、2005年に制作されたスピンオフ作品『交渉人 真下正義』、『逃亡者 木島丈一郎』、『容疑者 室井慎次』にも参加した。ただし、2010年夏に公開された劇場版第3作以降、劇場版は菅野祐悟が担当。しかし「Rhythm And Police」「G-Groove」「C.X.」「OTOBOKE」など踊るに代表される楽曲などは松本自身の手でトラックダウンされて使用された。また、劇場版第3作では主題歌の「Love Somebody　CINEMA Version III」を担当した。

## 楽曲提供アーティスト
- サザンオールスターズ
- Lyrico
- 織田裕二
- 久宝留理子
- KAN
- THE YELLOW MONKEY
- ラッツ&スター
- 福山雅治
- CHAGE and ASKA
- 鈴木雅之
- Bluem of Youth
- 桜井幸子

## 編曲提供アーティスト・作品
- 吉川晃司「MARILYNE」「終わらないSun Set」（1987年）
- KAN「だいじょうぶI'M ALL RIGHT」（1988年）
- フェビアン「冒険クラブ」（1988年）
- 種ともこ「ゲンキ力爆弾」（1989年）
- 詩子「悲しみのHeavy Rain」「Paradice in your eyes」「あなたを待つ時間」（1990年）
- 井上昌己 「神様のミステイク」（1990年）
- 織田裕二「歌えなかったラヴ・ソング」「現在、この瞬間から」（1991年）
- 福山雅治「Good night」（1992年）
- 児島未散「合鍵」（1992年）
- 鈴木雅之「恋人」（1993年）
- 崎谷健次郎「沈みゆくダイアモンド」「届かないジェラシー」（1993年）
- 久宝留理子「薄情」（1994年）
- 中森明菜「月華」（1994年）
- 内田有紀「TENCAを取ろう! -内田の野望-」（1994年）日本レコード協会プラチナディスク
- class「永遠の素顔」（1994年）
- THE YELLOW MONKEY「追憶のマーメイド」（1995年）
- アン・ルイス「恋を眠らせて」（1996年）
- ラッツ&スター「夢で逢えたら」（1996年）
- 鈴木蘭々「Kiss」（1996年）
- 稲垣潤一「ジョバンニの恋人」（1996年）
- 織田裕二&マキシ・プリースト「Love Somebody」（1997年）日本レコード協会プラチナディスク
- ゴスペラッツ「リンダ」（2006年）
- 牧野由依「お願いジューンブライド」（2011年）
- 土岐麻子&EPO「Gift〜あなたはマドンナ」（2012年）
- 玉置浩二「GOLD」（2014年）
- シシド・カフカ「Obertura」（2016年）

## ステージサポート
- EPO
- 松任谷由実
- ASKA
- 大江千里

## 劇伴音楽

### ドラマ、アニメ作品
- 踊る大捜査線（フジテレビ 1997年）
  - 踊る大捜査線 歳末特別警戒スペシャル（1997年）
  - 湾岸署婦警物語 初夏の交通安全スペシャル（1998年）
  - 深夜も踊る大捜査線 湾岸署史上最悪の3人!（1998年、2003年、2010年）
  - 踊る大捜査線 秋の犯罪撲滅スペシャル（1998年）
  - 踊る大ソウル線（2001年）※2002年の日韓ワールドカップを記念した韓国情報番組。
  - 逃亡者 木島丈一郎（2005年）※交渉人 真下正義のスピンオフ作品。
  - 前日も交渉人 真下正義（2005年）交渉人 真下正義の宣伝ドラマ
  - 警護官 内田晋三（2007年）※交渉人 真下正義のサイドストーリー。2007年1月27日の土曜プレミアム枠トリビアの泉 今夜復活踊る大へぇへぇ祭り!!にて放送
  - 係長 青島俊作 THE MOBILE 事件は取調室で起きている!（2010年）※NTTドコモのドコモ動画での配信
  - 踊る大捜査線 THE LAST TV サラリーマン刑事と最後の難事件（2012年）
- 蘇える金狼（日本テレビ 1999年）
- もういちど逢いたくて（フジテレビ 1999年）
- 恋人はスナイパー（テレビ朝日 2001年、2002年）
- 非婚家族（フジテレビ 2001年）
- サラリーマン金太郎3（TBS 2002年）
- ブラック・ジャック（読売テレビ 2004年 - 2006年）
- ドラマスペシャル愛の流刑地（日本テレビ 2007年）
- 課長島耕作（日本テレビ 2008年）
- ONE OUTS -ワンナウツ- （日本テレビ 2008年）
- 傍聴マニア09〜裁判長!ここは懲役4年でどうすか〜（読売テレビ 2009年）
- 君たちに明日はない（NHK 2010年）
- 離婚同居（NHK 2010年）
- 示談交渉人 ゴタ消し（読売テレビ 2011年）
- 赤川次郎原作 毒<ポイズン>（読売テレビ 2012年）
- ハクバノ王子サマ 純愛適齢期（読売テレビ 2013年）
- 学校のカイダン（日本テレビ 2015年）
- 怪盗 山猫（日本テレビ 2016年）
- レンタル救世主（日本テレビ 2016年）
- 崖っぷちホテル!（日本テレビ 2018年）
- 3年A組-今から皆さんは、人質です-（日本テレビ 2019年）
- ニッポンノワール-刑事Yの反乱-（日本テレビ 2019年）
- コントが始まる（日本テレビ 2021年）
- 悪女 (わる) ～働くのがカッコ悪いなんて誰が言った?～ （日本テレビ 2022年）
- 最高の教師 1年後、私は生徒に■された（日本テレビ 2023年）

### 映画
- 踊る大捜査線 THE MOVIE（1998年）
  - 踊る大捜査線 THE MOVIE 2 レインボーブリッジを封鎖せよ!（2003年）
  - 踊る大捜査線 BAYSIDE SHAKEDOWN 2（2003年）※THE MOVIE 2の国際戦略版。
  - 交渉人 真下正義（2005年）
  - 容疑者 室井慎次（2005年）
  - 踊る大捜査線 THE MOVIE 3 ヤツらを解放せよ!（2010年）※オリジナルテーマ曲担当として参加。
  - 踊る大捜査線 THE FINAL 新たなる希望（2012年）※シリーズ音楽担当として参加。
  - 室井慎次 敗れざる者（2024年）※シリーズ音楽担当として参加。
  - 室井慎次 生き続ける者（2024年公開）※シリーズ音楽担当として参加。
- スペーストラベラーズ（映画 2000年）
- ホーク/B計画（2000年）
- リターナー（2002年）
- 恋人はスナイパー劇場版（2004年）
- GOEMON（2009年）
- サマーウォーズ（2009年）
- 汚れた心（2012年）
- UVERworld THE SONG（2012年）
- MIRRORLIAR FILMS Season2『The Little Star』（2022年）

## CM作品
- タカラ「すてきなジェニー」店頭用CM（1986年）
- メルセデス・ベンツ 190E （1986年）
- トヨタ・クラウン
  - 3.5アスリート（2005年）
  - 3.5ハイブリッド（2008年）
- アサヒスーパードライ（2006年）
- エプソン
  - プリンター経費庁プリントコスト1/2（2012年）
  - プリンターお得祭り 2013（2013年）
  - プリンタースマホタブレットでビジネス（2013年）
  - プリンタープリントコスト+スマホプリント（2014年）
- ネスカフェエクセラボトルコーヒー夏（2013年）
- ミニミニ
  - お部屋探しはミニミニで#1 NEED HELP? 紀里谷和明監督（2014年）
  - お部屋探しはミニミニで#2 NEED HELP? 紀里谷和明監督（2014年）
  - お部屋探しはミニミニで#3 NEED HELP? 紀里谷和明監督（2015年）

## オリジナル・アルバム
- LINK+AGE（2006年9月6日）

## その他
- バイオハザードアウトブレイクシリーズ（メインテーマとそれをアレンジしたBGMのみを担当。FILE2は未発売）
- 日産・フーガ（Flashムービー）
- 心ゆさぶれ!先輩ROCK YOU（テーマ曲「マイ・ウェイ」の編曲）
- ソニー仙台FC（公式応援歌。作曲を担当。作詞はかの香織）